# Восток Германии
Восто́к Герма́нии, Восто́чная Герма́ния (нем. Ostdeutschland) — регион на востоке современной Германии (ФРГ), имеющий различные границы в зависимости от тех или иных географических, политических и социокультурных трактовок этого понятия. 
В современном немецком языке термин Ostdeutschland в политическом и экономическом смысле является, прежде всего, синонимом для новых земель и до 1990 года служил для разговорного обозначения Германской Демократической Республики (ГДР).

## Историческое развитие термина

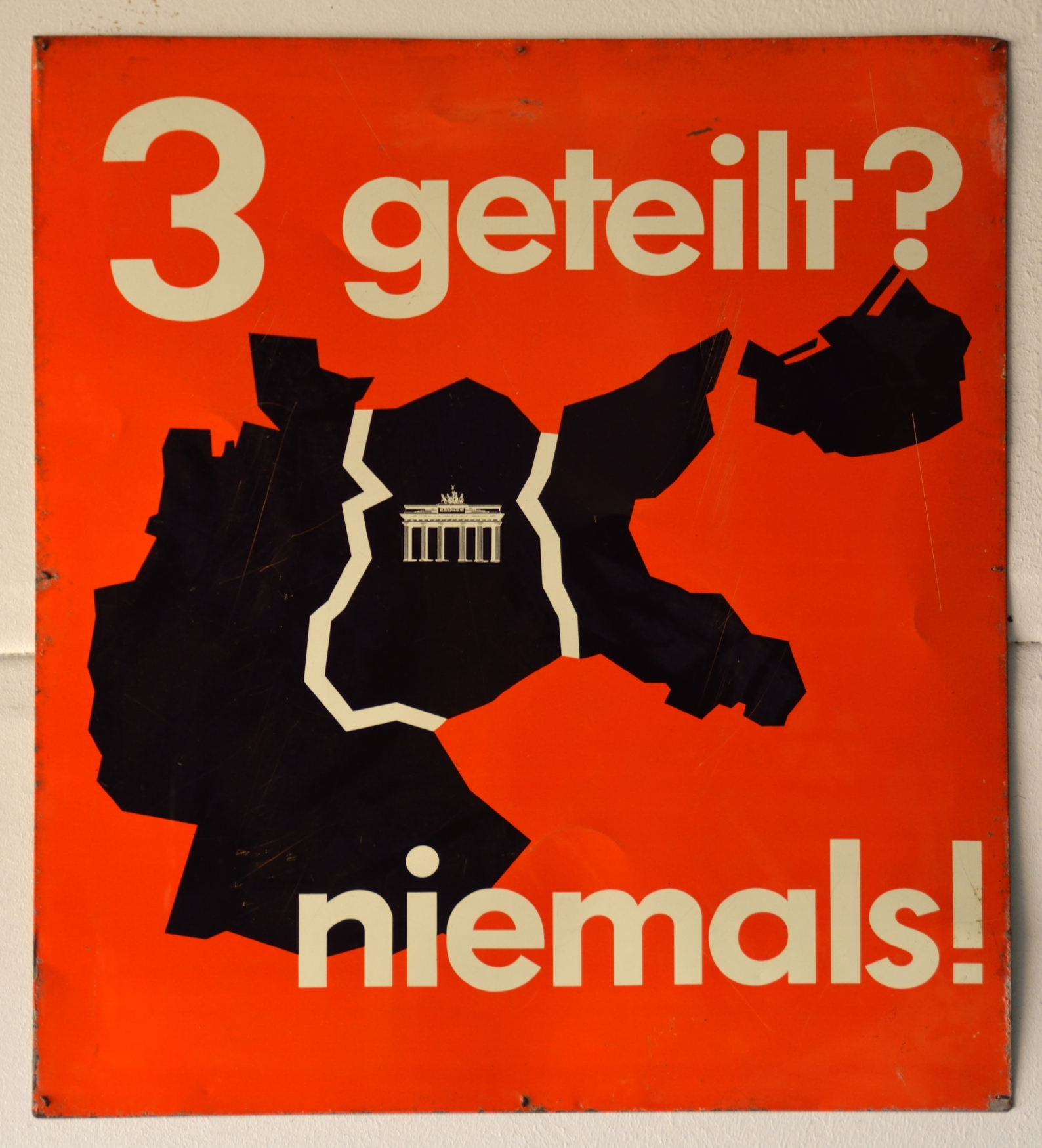
На плакате 1954 года Германия разделена на три части — западную (ФРГ), центральную (ГДР) и восточную (потерянные области).

До 1919 года под Восточной Германией понимались земли Германской империи, расположенные восточнее Эльбы, которые находились под сильным влиянием Пруссии. После Первой мировой войны «восточными областями» стали называть регионы, расположенные восточнее Одры (без включения регионов, отошедших Польше).
В первые годы после Второй мировой войны и до начала 1970-х годов в ФРГ к Восточной Германии относили бывшие восточные области Германской империи, отошедшие к Польше и СССР после 1945 года.
В то же время в отношении ГДР применялись различные определения вроде «советская зона оккупации», «советская зона», «восточная зона», «так называемая ГДР» и прочие. Лишь с началом потепления в немецко-немецких отношениях и заключением Варшавского договора в 1970 году правительство ФРГ (Западной Германии) официально стало использовать в отношении ГДР её официальное название. Однако, в отношении ГДР в ФРГ на официальном уровне никогда не использовался термин «Восточная Германия» (только в разговорном).
С объединением Германии новые земли, созданные на территории бывшей ГДР, стали называть Восточной Германией.